# Cirrhimuraena orientalis
Cirrhimuraena orientalis är en fiskart som beskrevs av Nguyen, 1993. Cirrhimuraena orientalis ingår i släktet Cirrhimuraena och familjen Ophichthidae. Inga underarter finns listade i Catalogue of Life.